# Oligosoma townsi
Oligosoma townsi là một loài thằn lằn trong họ Scincidae. Loài này được Chapple, Patterson, Gleeson, Daugherty & Ritchie mô tả khoa học đầu tiên năm 2008.